# Lijst van personen in de Keltische mythologie
Dit is een lijst van personen in de Keltische mythologie. 

## Gallische mythologie
- Albiorix
- Arduinna
- Belenos
- Belisama
- Cernunnos
- Epona
- Esus
- Herecura
- Lug
- Luxovius
- Mogons
- Ogmios
- Sequana
- Smertrius
- Sulis
- Taranis
- Teutates

## Ierse mythologie

### Mythologische cyclus
De Tuatha Dé Danann zijn volgens het Lebor Gabála Érenn het laatste volk dat voor de Gael naar Ierland gekomen zou zijn. Ze werden door de zonen van Míl Espáine verslagen, en zijn de voorouders van de sídhe. In vertalingen worden ze vaak goden of elfen genoemd.
- Badb
- Banba
- Breogán
- Bres
- Brigit
- Cailleach
- Dagda
- Danu
- Ériu
- Fand
- Fódla
- Lugh
- Lí Ban
- Manánnan Mac Lir
- Morrigan
- Nemain
- Ogma

### Ulstercyclus
- Ailill mac Máta
- Conchobar mac Nessa (Conor)
- Cú Chulainn (Sétanta mac Sualtaim)
- Deirdre (Derdriu)
- Fedelm
- Fergus mac Róich
- Fráech mac Idad
- Findabair
- Medb (Maeve)

### Finncyclus
- Fionn mac Cumhaill (Finn mac Cool)

### Plaatsen
- Boyne rivier
- Brú na Bóinne
- Crúachan
- Emain Macha
- Newgrange
- Tara
- Tír na nÓg

### Voorwerpen
- Caladbolg
- Gáe Bulg

## Welshe mythologie

### Mabinogion
- Arawn
- Arianrhod
- Bran
- Branwen
- Efnisien
- Llyr
- Macsen Wledic (Magnus Maximus)
- Manawyddan
- Matholwch
- Pwyll
- Rhiannon

#### Plaatsen
- Annwfyn (Annwn)
- Caerfyrddin (Carmarthen)
- Caernarfon
- Gwynedd
- Lloegr (Engeland)
- Llundein (Londen)
- Môn (Anglesey)
- Powys
- Yr Wyddfa (Snowdonia)

### Arthurlegende
- Arthur
- Bors
- Cai (Kay)
- Drystan (Tristan)
- Eigyr (Igraine)
- Gwalchmei (Walewein, Gawain)
- Gwenhwyfer (Guinevere)
- Myrddin (Merlijn)
- Peredur (Parzival)
- Uthyr Pendragon (Uther Pendragon)
- Ywain

#### Plaatsen
- Avalon
- Camelot